# Diametri coniugati

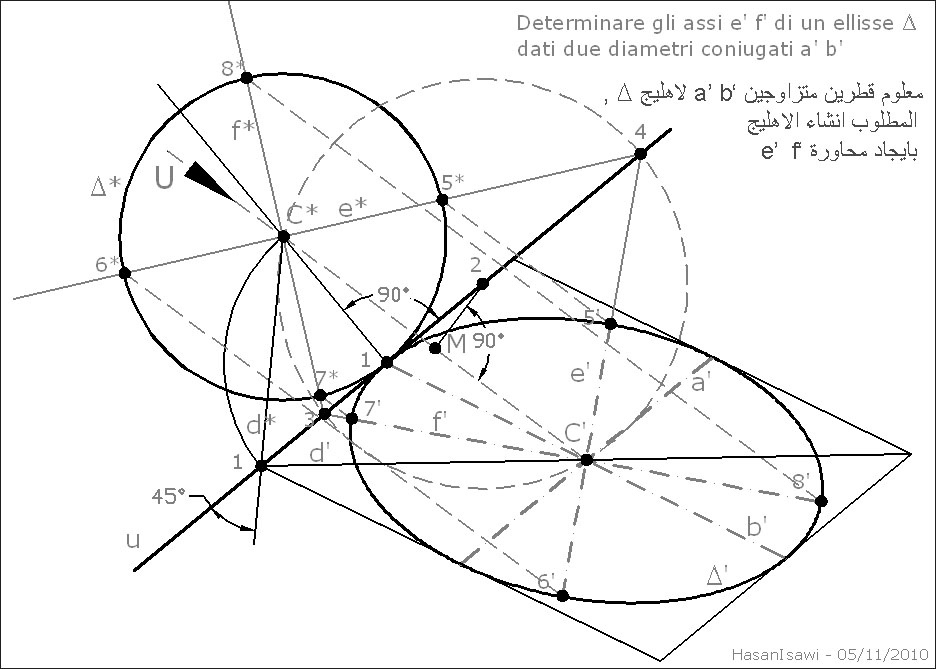
Determinazione degli assi di un'ellisse dati due diametri coniugati

In geometria piana il diametro coniugato di una conica rispetto ad un fascio di rette parallele è il luogo dei punti medi delle intersezioni di una retta del fascio con la conica. 
In una circonferenza ogni diametro è coniugato al diametro a esso perpendicolare. Al contrario in una ellisse i diametri coniugati non sono per forza perpendicolari tra loro.